# .kz

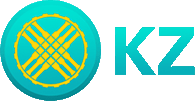

.kz는 카자흐스탄의 인터넷 국가 코드 최상위 도메인이다. KazNIC에서 관리한다. 1994년에 개설되었다.

## 2차 도메인
- org.kz - 비영리조직
- edu.kz - 교육협회
- net.kz - 네트워크 통신 단체
- gov.kz - 정부 조직
- com.kz - 상업

## 같이 보기
- .рф